# Nogai Khan
Nogai Khan (* ?; † 1299, mongol. Хар Ногай/Char Nogaj) war ein Prinz der Dschingisiden. Er stammte aus der Linie Dschötschis, des ältesten Sohns Dschingis Khans. Nogai entwickelte sich ab ca. 1280 zur bestimmenden Figur innerhalb der Goldenen Horde, der er offiziell unterstellt war. Diese besaß aber etwa ab 1280 weitgehend tatenlose Khane.

## Alternativ-Namen und -schreibungen
Der Fürstenname leitet sich von der mongolischen Bezeichnung Хар Нохой/Char Nochoj (Schwarzer Hund) ab und so trat Nogai Khan auch als Kara Nogai (mongol. Хар Ногай) in Erscheinung. Andere gebräuchliche Schreibungen sind auch Noghai, Noqai, Nokhai und Noğay.

## Abstammung
Nogai war nach der um 1303 erschienenen Darstellung Raschid ed Dins der Sohn des Prinzen Tatar. Damit war er der Enkel von Boal und Urenkel Jochis. Nogai war der Großneffe Batu Khans, des eigentlichen Begründers der Goldenen Horde.

## Leben

### Feldherr der Goldenen Horde
Über die frühen Jahre Nogais ist nichts bekannt. Er trat erstmals 1259 als Feldherr des Tulabugha, eines Prinzen und späteren Khans der Goldenen Horde auf. Er führte ein mongolisches Heer in einem Feldzug gegen Polen. 1260 nahm er – diesmal im Auftrag des Berke Khan, amtierender Khan der Goldenen Horde – an Auseinandersetzungen um den Besitz des Kaukasus teil. Im Jahr 1261 verbündete er sich mit dem byzantinischen Kaiser Michael VIII. und nahm an einem Krieg gegen die Bulgaren teil; Er erhielt als Dank Tribut und eine Tochter des Kaisers, Euphorasyne, die er zur Frau nahm. Aus dieser Ehe ging auch der Sohn Tschaka Nogai hervor. In der Zeit zwischen 1262 und 1263 sowie zwischen 1265 und 1267 unternahm er mehrere Feldzüge, die im Rahmen der Auseinandersetzungen zwischen Berke und dem verwandten Ilchanat geführt wurden. Dabei verlor Nogai ein Auge.

### Aufbau einer Hausmacht

Ethnische Flagge der Nogaier

Ab etwa 1270 schuf sich Nogai eine eigene nomadische Gefolgschaft, mit der er direkt die Steppengebiete im Süden der Goldenen Horde von der Dobrudscha bis zur unteren Wolga und zum Kaukasus beherrschte und selbstständig in die Politik umliegender Länder eingriff. Er hielt relativ lange an der mongolischen Religion und den mongolischen Sitten fest – während Berke Khan und die ersten Adeligen des Mongolischen Reiches bereits zum Islam konvertiert waren; dies machte ihn bei anderen Adeligen und bei Teilen der mongolischen Bevölkerung populär. Er war jedoch in religiösen Fragen tolerant, auch war seine Hauptfrau Christin. Im Zuge seines Aufstieges konvertierte aber auch er 1271 zum Islam. Bei seinen Truppen war der Islam bis zu Nogais Tod kaum verbreitet.
Als im Jahr 1275 ein Feldzug der Goldenen Horde gegen Litauen gescheitert war, stellte Nogai ein eigenes Heer auf und unternahm einen neuen Feldzug. Kurz darauf schlug er einen Aufstand der Bulgaren nieder.
Um etwa 1280, als Berkes Nachfolger Möngke Khan verstarb, begann Nogai seine Bindungen zur übergeordneten Goldenen Horde zu lösen und seine Vasallenpflicht gegenüber dem Khan zu vernachlässigen. So begründete er die praktisch selbstständige Nogaier-Horde und führte z. B. ein eigenständiges Münzwesen ein. Die Münzen trugen eine griechische Inschrift.
Seine Machtbasis lag auf der Krim und in weiten Teilen der heutigen Ukraine sowie in Teilen der Kaukasusregion. Nogai unterhielt enge Beziehungen zum benachbarten Ilchanat. So war beispielsweise sein Sohn Turai mit einer Tochter des Ilchans Abaqa verheiratet. Sein Sohn Tschaka wurde mit einer Tochter des bulgarischen Kumanenherrschers Georg I. Terter verheiratet, der schon 1285 Vasall Nogais geworden war. Tschaka löste Georg I. Terter zwischen 1299 und 1300 als Zar der Bulgaren ab, so dass das Herrschaftsgebiet der Nogaier-Horde bis an die Wolga und Donau ausgedehnt wurde.

### Zerwürfnis mit dem Khan
Nogai begann fortan selbständig Außenpolitik zu betreiben. So nahm er die Administration der russischen Lehen in die Hand, insbesondere bestimmte er selbständig Dimitri I. zum Großfürsten von Russland. Er leitete einen Feldzug gegen Serbien, Bulgarien, Makedonien und Thrakien und unternahm zwischen 1285 und 1287 einen Einfall mongolischer Truppen in Ungarn und Polen. Insbesondere durch die hohen Verluste bei letzterem begann er beim amtierenden Khan der Goldenen Horde in Ungnade zu fallen.
Da Nogai nicht aus der Linie Batus stammte, konnte er selbst nicht Khan werden (dennoch bezeichnen ihn verschiedene russische Quellen als „Zar“, dessen mongolische Entsprechung „Khan“ war). Er und seine Gefolgsleute vertraten die Ansicht, dass jene Gebietsausdehnungen, die unter seiner Führung erreicht werden konnten, ihm persönlich und nicht der Goldenen Horde zustünden.
Insbesondere mit seinem Großneffen Tokta (reg. 1291–1312), dem amtierenden Khan der Goldenen Horde, geriet er bald in heftigen Streit. Er unterstützte diverse Brüder Toktas, die ihrerseits den Khantitel und damit die Macht in der Goldenen Horde beanspruchten. Nogai führte später auch eigene Feldzüge gegen Tokta, die er aufgrund seines militärischen Geschicks meist für sich entscheiden konnte.

### Niedergang
Doch 1299 wurde Nogai bei Kükanalik (am Dnepr?) von Tokta besiegt und auf der anschließenden Flucht getötet. Diese Niederlage und damit auch der Tod Nogais ist auf seine Söhne zurückzuführen, die während der Feldzüge mit mehreren von Nogais Kommandanten in Streit gerieten; sie liefen daraufhin mit ihren Verbänden zu Tokta über und nahmen auf dessen Seite an der Entscheidungsschlacht gegen Nogai teil.
Nogais Tod besiegelte die Selbständigkeit seiner Gebiete, die wieder fest in die Goldene Horde eingegliedert wurden. Die Bevölkerung, die sich weiterhin als „Nogaier“ bezeichnete, wurde in das Gebiet zwischen Aralsee, unterer Wolga und Ural umgesiedelt, so dass der Name der Horde sich nach Osten verlagerte.